# Eudes d'Orléans
Pour les articles homonymes, voir Eudes d'Orléans (1968) et Eudes.
Eudes d'Orléans, né vers 770/790 et mort en 834, était un noble franc, proche des Carolingiens. Il porta le titre de comte d'Orléans à partir de 828.
Il fut déposé en 830 par Pépin Ier d'Aquitaine, fils de Louis le Pieux, qui  mit Matfrid à sa place.
Il périt le 25 mai 834 au cours d'un duel contre Matfrid d'Orléans allié au comte Lambert Ier de Nantes, qui ont rejoint les bancs de la rébellion des princes Lothaire Ier et Pépin d'Aquitaine contre leur père, le roi Louis le Pieux.
Son frère Guillaume, investi comte de Blois par l'empereur Louis en 832, mourut le même jour, dans les mêmes circonstances.

## Généalogie (incertaine)
Il serait le fils de Waldrade de Wormsgau et d'Adrien d'Orléans (v. 760- † avant 821), comte palatin du Rhin et d'Orléans et fils de Gérold Ier de Vintzgau et Emma d'Alémanie.
Il épouse Engeltrude de Fézensac (?-?), fille du comte Leuthard Ier de Paris, dont il a les enfants suivants :
- Ermentrude d'Orléans, (vers 830- † 869), épouse de Charles II dit le Chauve ;
- Guillaume d'Orléans, (?- † 866), comte d'Orléans, décapité pour trahison sur ordre de Charles le Chauve.

### Autre descendance possible
- Engeltrude, épouse d'Aubry, seigneur de Sens ;
- Gebhard de Lahngau († après 879), marié à une sœur[3] d'Ernest, il est le père d'Udo de Neustrie, de Bérenger Ier de Neustrie et de l'abbé Waldo.

## Généalogie
```
|→ 
Gérold
 
I
er
 de Vintzgau
, comte d'Anglachgau et de Kraichgau (
730
- †
784
)
  X 
Emma d'Alémanie

  |
  |→ 
Adrien d'Orléans
, comte d'Orléans (-av.†
821
)
    X Waldrade de Wormsgau, possible fille d'
Alleaume d'Autun

    |
    |→ 
Eudes d'Orléans
, comte d'Orléans (†
834
)
    |  X 
Engeltrude de Fézensac

    |  |
    |  |→ 
Guillaume d'Orléans
, comte d'Orléans (†
866
), avec possible postérité
    |  |     
    |  |→ 
Gebhard de Lahngau
, (†
879
)
    |  |
    |  |→ 
Ermentrude d'Orléans
, reine des Francs (
830
- †
869
)
    |    X 
Charles
 
II
 
le Chauve
, roi des Francs, avec postérité
    |
    |→ 
Guillaume d'Orléans
, comte de Blois (v.800- †
834
), sans postérité
    |
    |→ 
Waldrade d'Orléans

       X 
Robert
 
III
 de Hesbaye
, comte de Worms et d'Oberrheingau, avec postérité
```